# 勒沙特拉尔
勒沙特拉尔（法語：Le Châtelard，法語發音：[lə ʃatlaʁ]）是法国萨瓦省的一个市镇，属于尚贝里区。

## 地理
勒沙特拉尔（45°41'7"N, 6°8'14"E）面积18 平方千米，位于法国奥弗涅-罗讷-阿尔卑斯大区萨瓦省，该省份为法国东部省份，历史上为薩伏依的一部分，北起上萨瓦省，西接伊泽尔省和安省，南部和东部与上阿尔卑斯省和意大利接壤。
与勒沙特拉尔接壤的市镇（或旧市镇、城区）包括：旧阿永、拉孔波特、莱什赖讷。

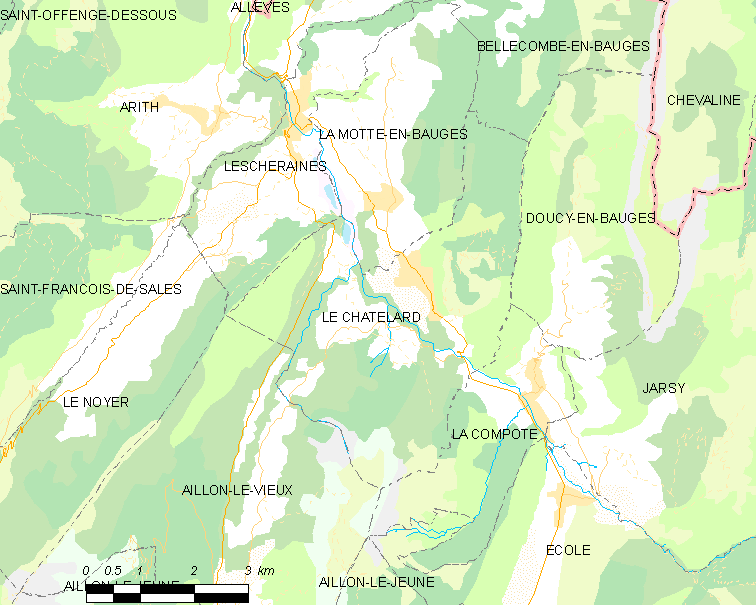
勒沙特拉尔的OSM定位图

勒沙特拉尔的时区为UTC+01:00、UTC+02:00（夏令时）。

## 行政
勒沙特拉尔的邮政编码为73630，INSEE市镇编码为73081。

## 政治
勒沙特拉尔所属的省级选区为圣阿尔邦莱斯县。

## 人口

1962-2008年间勒沙特拉尔人口变化图示

勒沙特拉尔于2022年1月1日时的人口数量为662人。